# Luca Antei
Luca Antei (Rome, 19 april 1992) is een Italiaans voetballer die bij voorkeur als centrale verdediger speelt. Hij verruilde in juli 2013 AS Roma voor US Sassuolo, dat hem in het voorgaande halfjaar al huurde.

## Clubcarrière
Antei komt uit de jeugdacademie van AS Roma. Tijdens het seizoen 2011/12 werd hij verhuurd aan US Grosseto. In januari 2013 werd hij uitgeleend aan US Sassuolo. In de zomertransferperiode nam US Sassuolo hem definitief over.

## Interlandcarrière
Antei maakte twee doelpunten in twee wedstrijden voor Italië –20. In 2011 debuteerde hij in Italië –21.

## Erelijst
US Sassuolo
- Serie B

2013